# Clubiona adjacens
Clubiona adjacens är en spindelart som beskrevs av Willis J. Gertsch och Davis 1936. Clubiona adjacens ingår i släktet Clubiona och familjen säckspindlar. Inga underarter finns listade i Catalogue of Life.